# جان ارنست گونروس
جان ارنست گونروس (انگلیسی: Johan Ernst Gunnerus; ۲۶ فوریهٔ ۱۷۱۸ – ۲۳ سپتامبر ۱۷۷۳) یک گیاه‌شناس، پرنده‌شناس، کشیش، جانورشناس و متخصص الهیات اهل نروژ بود. از جانورانی که او توصیف علمی کرد می‌توان پرنده یلوه اروپایی معمولی را نام برد.
جان ارنست گونروس، یکی از پایه‌گذاران اولین مؤسسه علمی در نروژ است. این مؤسسه در سال ۱۷۶۰ با نام انجمن تروندهایم تأسیس گشت. اما در سال ۱۷۶۷ به نام فعلی، یعنی، انجمن سلطنتی علوم نروژ تغییر نام داده شد.
جان ارنست گونروس، همچنین مؤلف اولین اثر جامع مکتوب در مورد پوشش گیاهی نروژ است. اولین جلد این اثر در سال ۱۷۶۶ با عنوان: فلورا نروژیکا، به انتشار رسید. جلد دوم این اثر ۱۰ سال بعد یعنی در سال ۱۷۷۶ منتشر شد. یکی دیگر از علل معروفیت جان ارنست گونروس، مکاتباتی است که او با طبیعت‌شناس مشهور سوئدی  کارل فون لینه داشته‌است. این نامه‌ها در طی سالها در مجموعه‌هایی به شکل کتاب و جزوه منتشر شده و مورد بحث و تجزیه و تحلیل قرار گرفته‌اند.